# Cao Liguo
Cao Liguo est un lutteur chinois, né le 4 octobre 1998 à Guangxi.

## Palmarès

### Jeux olympiques
- Paris 2024
  -  médaille d'argent en -60 kg[1]

### Championnats du monde
- Belgrade 2023
  -  médaille de bronze en -60 kg.